# Брум (Нью-Йорк)
Брум (англ. Broome) — місто (англ. town) в США, в окрузі Скогарі штату Нью-Йорк. Населення — 863 особи (2020).

## Демографія
Згідно з переписом 2010 року, у місті мешкали 973 особи в 441 домогосподарстві у складі 271 родини. Було 821 помешкання
Расовий склад населення:
| - 96,8 % — білих - 1,0 % — корінних американців - 0,7 % — чорних або афроамериканців - 0,4 % — азіатів |

До двох чи більше рас належало 1,0 %. Частка іспаномовних становила 3,5 % від усіх жителів.
За віковим діапазоном населення розподілялося таким чином: 18,0 % — особи молодші 18 років, 60,5 % — особи у віці 18—64 років, 21,5 % — особи у віці 65 років та старші. Медіана віку мешканця становила 49,0 року. На 100 осіб жіночої статі у місті припадало 107,9 чоловіків;  на 100 жінок у віці від 18 років та старших — 106,2 чоловіків також старших 18 років.
Середній дохід на одне домашнє господарство  становив 61 488 доларів США (медіана — 48 077), а середній дохід на одну сім'ю — 73 249 доларів (медіана — 60 625). Медіана доходів становила 48 929 доларів для чоловіків та 37 292 долари для жінок. За межею бідності перебувало 9,0 % осіб, у тому числі 3,8 % дітей у віці до 18 років та 7,1 % осіб у віці 65 років та старших.
Цивільне працевлаштоване населення становило 329 осіб. Основні галузі зайнятості: роздрібна торгівля — 20,1 %, освіта, охорона здоров'я та соціальна допомога — 16,7 %, будівництво — 14,6 %.